# Mormyrus macrocephalus
Mormyrus macrocephalus là một loài cá thuộc họ Mormyridae. Nó là loài đặc hữu của Uganda. Các môi trường sống tự nhiên của chúng là sông và hồ nước ngọt.